# ハーバート・フーヴァー
ハーバート・クラーク・フーヴァー（Herbert Clark Hoover、1874年8月10日 - 1964年10月20日）は、アメリカ合衆国の政治家、鉱山技術者。第3代アメリカ合衆国商務長官、第31代アメリカ合衆国大統領を歴任した。

## 生涯

### 生い立ち
1874年8月10日にアイオワ州ウェストブランチにて、クエーカー信者の一家に誕生した。幼くして両親を亡くした後、オレゴン州ニューバーグに転居した。

幼少期（1877年）

1885年夏、フーヴァーは11歳の時におばのハンナの手製のごちそうの入ったバスケットを持ち、2枚の10セント硬貨を衣服に縫い込み、ユニオン・パシフィックの列車に乗って西のオレゴン州へ向かった。アメリカ大陸の反対側で彼を待ったのは、おじで医者であり教育長のジョン・ミンソーンだった。後にフーヴァーは彼を「表面上は厳しいが、全てのクエーカー信者同様に底では親切だった」と回想した。
フーヴァーはオレゴンでの6年間で独立独行を覚えた。フーヴァー曰く「私の少年時代の希望は誰の支援もなしでいかなる場所でも自分の生計を立てることだった」。おじのオレゴン・ランド・カンパニーの使い走りとして、彼は簿記とタイピングをマスターし、夜にはビジネススクールに通った。学校教師ジェーン・グレイのおかげで、彼はチャールズ・ディケンズとウォルター・スコットの小説に夢中になった。『デイヴィッド・コパフィールド』（世の中を機知で切り抜けていく孤児の話）は、生涯のお気に入りだった。

### スタンフォード大学へ
1891年秋にカリフォルニア州パロアルトのスタンフォード大学に第1期生として入学する。在学中、野球チームやフットボールチームの運営、クリーニング屋や講義仲介業の経営などで注目を浴びた。
キャンパスの上流階級気質に反して、余り裕福でない経歴を持つフーヴァーであったが、他の生徒に押される形で彼自身何の知識も無い学生自治会の会計係に選出され、2,000ドルに及ぶ自治会の負債を返済することに成功した。
フーヴァーは地質学を専攻して、ジョン・キャスパー・ブラネル教授の下で勉強した。ブラネル教授は彼のために夏休みの間アーカンソー州のオザーク山脈で地形の地図を作る仕事を与えた。彼は同じ研究室にいた、後に妻となる銀行家の娘であるルー（ルイーズ）・ヘンリーとそこで出会い、1899年に結婚し、2人の息子、長男ハーバート（1903年 - 1969年）、二男アラン（1907年 - 1993年）をもうけている。2人ともスタンフォード大学を卒業している。
1895年5月、フーヴァーに知識・職業・妻を与えてくれたスタンフォード大学を卒業し、とりわけスタンフォードはアメリカ西部の身寄りの無い人にとって家族代わりとなるに相応しい場となったと言われた。

### 卒業後
卒業後、フーヴァーはオーストラリアの鉱山で鉱山技師として働き始め、その後に清で鉱山の開発に従事した。1900年6月には天津租界で義和団によって、1か月もの間包囲され、攻撃を受けている。妻が慈善施設で働いている時、彼はバリケードの建設を指揮し、ある時は中国の子どもを命がけで救っている。
1907年から1912年にかけてフーヴァーとルーは、1556年出版という最も古くに印刷された技術的な論文の一つであるゲオルク・アグリコラの論文を翻訳した。この翻訳はアグリコラの論文の中で、最も信頼される英語翻訳となっている。
1921年、商務長官の地位にあったフーヴァーは、ヘンリー・カボット・ロッジや他の上院の共和党員の反対を退け、飢饉で苦しむソ連やドイツの人々への食糧支援を実施。評論家から、共産主義ロシアを助けたのではないかと問い合わせを受けると、「2千万の人が飢えている。彼らの政治が何であっても彼らを食べさせるべきである」と反論した。『ニューヨーク・タイムズ』は「10人の最も重要な生きているアメリカ人」にフーヴァーを選んだ。
1928年アメリカ合衆国大統領選挙では、民主党のアル・スミスに対して選挙戦を有利に展開。1928年11月7日の非公式集計において、過半数の選挙人を獲得したことが確実となり大統領就任が決定づけられた。

### 大統領職
前年の選挙で「どの鍋にも鶏1羽を、どのガレージにも車2台を！」というスローガンを掲げて圧勝したフーヴァーは、1929年3月4日に行われた就任式の大統領就任演説で「今日、われわれアメリカ人は、どの国の歴史にも見られなかったほど、貧困に対する最終的勝利の日に近づいている……」と語った。しかし、その演説は彼の予想とは関係なく、ただ裏切られた。
既に陰りが見えていたアメリカ経済は10月の世界恐慌以降、未曾有の大不況に突入し、フーヴァーはこの対応に振り回されることになった。彼は、国民を鼓舞するためにも「不況はしばらくすれば元の景気に回復する」という古典派経済学の姿勢を貫くしかなく、国内においては政府による経済介入を最小限に抑える政策を継続した。金本位制の維持に固執し、高金利政策と緊縮財政を断行した。一方で、復興金融公社の創設など、古典派経済学の政策から逸脱した施策も対処的に実施した。しかし対外的にはスムート＝ホーリー法のもとで保護貿易政策をとった。このことが世界恐慌を深刻にさせた一因と指摘する論もある。
恐慌脱出に向けての道筋が見出せない中、フーヴァーが発表した政策として有名なものが、第一次世界大戦で英仏に融資した戦債の返済を1年間猶予する「フーヴァー・モラトリアム」である。彼の政権は、この政策を実行して耐え忍ぶことにより、その1年間の間に景気は回復するだろうと考えていた。次代の大統領フランクリン・ルーズベルトが公約を反故にしたニューディール政策で民間経済にも積極的に介入したのに対し、フーヴァー政権は政府や国家レベルでの対策しか講じなかった。これが、結果として景気をさらに悪化させることになってしまった。
シカゴのギャング・アル・カポネの逮捕については精力的であったものの、一方で、ボーナスアーミーと呼ばれた退役軍人の恩給支払い要求デモの鎮圧を、陸軍参謀総長ダグラス・マッカーサーに指示したが、越権され強力な弾圧を加えてしまい、大統領の管理能力を問われた。
結局フーヴァー政権は、未曾有の世界恐慌に対して有効な政策が取れなかった。救済は赤十字頼みとなり、1932年の大統領選挙で対立候補の民主党フランクリン・ルーズベルト（第32代大統領）に40州以上で敗北する歴史的大敗を喫した。1933年の任期満了をもって大統領職を退き、政界から引退した。
在任期間中の1931年3月3日にフーヴァーは、『星条旗』をアメリカ合衆国の国歌として正式採用する法律に署名した。第28代大統領ウッドロウ・ウィルソンの下で食糧庁長官、第29代大統領ウォレン・ハーディングと第30代大統領カルビン・クーリッジの下で商務長官（1921年 - 1929年）を務めたフーヴァーは、主要閣僚でない閣僚を経験して大統領の座についた数少ない大統領である。

#### 内閣

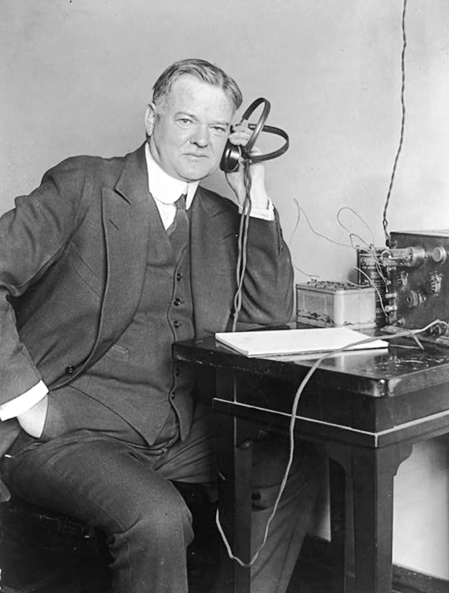
ラジオを聞くフーヴァー

| 職名     | 氏名                             | 任期            |
| -------- | -------------------------------- | --------------- |
| 大統領   | ハーバート・フーヴァー           | 1929年 - 1933年 |
| 副大統領 | チャールズ・カーティス           | 1929年 - 1933年 |
| 国務長官 | ヘンリー・L・スティムソン        | 1929年 - 1933年 |
| 財務長官 | アンドリュー・メロン             | 1929年 - 1932年 |
| 財務長官 | オグデン・L・ミルズ              | 1932年 - 1933年 |
| 陸軍長官 | ジェイムズ・ウィリアム・グッド   | 1929年          |
| 陸軍長官 | パトリック・ジェイ・ハーリー     | 1929年 - 1933年 |
| 司法長官 | ウィリアム・D・ミッチェル        | 1929年 - 1933年 |
| 郵政長官 | ウォルター・F・ブラウン          | 1929年 - 1933年 |
| 海軍長官 | チャールズ・フランシス・アダムズ | 1929年 - 1933年 |
| 内務長官 | レイ・L・ウィルバー              | 1929年 - 1933年 |
| 農務長官 | アーサー・マスティック・ハイド   | 1929年 - 1933年 |
| 商務長官 | ロバート・P・ラモント            | 1929年 - 1932年 |
| 商務長官 | ロイ・D・チャピン                | 1932年 - 1933年 |
| 労働長官 | ジェームズ・J・デイヴィス        | 1929年 - 1930年 |
| 労働長官 | ウィリアム・N・ドーク            | 1930年 - 1933年 |

### 大統領職後
フーヴァーは退任後、スタンフォード大学に「フーヴァー研究所」を創設している。
1932年の大統領選挙で自身に大勝し、後任として大統領に就任したルーズベルトが行ったニューディール政策を批判し、国家主義傾向に対する警告を発した。その懸念を『自由への挑戦』（The Challenge to Liberty）を著し、アメリカが従来持ってきた自由主義に敵対するファシズム、共産主義、社会主義について語っている。
1938年にフーヴァーはヨーロッパ各地を訪れ、アドルフ・ヒトラーを始めとする多くの国家元首と会談した。
1940年にフーヴァーはフィラデルフィアで行われた共和党大会で講演を行った。ドリュー・ピアソンを含む多数のリポーターはフーヴァーが自身を大統領候補として考えていると報じた。フーヴァーは、ヒトラーのヨーロッパにおける勝利は確実で、アメリカが必要とする大統領はヒトラーと取引ができ、彼を疎外しない大統領であると語った。このことはチャールズ・ピーターズの『フィラデルフィアでの5日間』（Five Days in Philadelphia）で詳述される。
フーヴァーはアメリカは自国の防衛に当たるべきだとイギリスへの軍事援助、レンド・リース・プログラムに強く反対した。真珠湾攻撃の際は参戦に賛成した。
フーヴァーはチャーチルとルーズベルトがスターリンを連合国側に引き入れたことは、スターリンが共産主義を広める手助けになったと批判、スターリンはヒトラーと同じろくでなしで、彼ら2人同士を戦わせておけばよかったという意味のことを著書『裏切られた自由』（Freedom Betrayed）で述べている(本自体の発行は2011年)。
フーヴァーは後に、GHQ司令官を解任されたダグラス・マッカーサーが、解任指令の後もアメリカへの帰国を渋った際、「アメリカで支持の声が冷めぬうちに帰国するように」とアドバイスしている。この時、結局マッカーサーは解任指令から5日後に日本を離れているが、マッカーサーはこのとき合衆国大統領になることを目指しており、それでフーヴァーのアドバイスに従ったと思われる。

### 第二次世界大戦後
戦後、第33代大統領ハリー・S・トルーマンは、占領国の食料状況を視察させるため、フーヴァーを日本やドイツに派遣した。
1946年5月に占領下の日本を視察したフーヴァーは、東京で連合国軍総司令部のマッカーサーと会談した。その際フーヴァーはマッカーサーに対し、第32代大統領ルーズベルトを指して、太平洋戦争は「対独戦に参戦する口実を欲しがっていた『狂気の男』の願望だった」と指摘した。開戦前の1941年7月に行われた在米日本資産の凍結などの経済制裁については、「対独戦に参戦するため、日本を破滅的な戦争に引きずり込もうとしたものだ」と語った。日本の食糧事情に関しては「食糧の輸入がなければ、日本国民に必要な食糧の数量は、ドイツの強制収容所並みからそれ以下になるだろう」とし、食糧援助をマッカーサーなどに進言した（その結果援助された物資は、ガリオア資金で買い付けられたので「ガリオア物資」と呼ばれている）。また対日政策についても連合国軍総司令部に助言している。
1946年から1947年にかけての冬にはドイツに派遣された（フーヴァー使節団）。フーヴァーはヘルマン・ゲーリングが使用した古い専用列車で西部ドイツ内を視察し、アメリカの占領政策に対して批判的な多くの報告書を作成し、ドイツ経済は「100年間で最低のレベルに沈んだ」と語った。冷戦が激しくなるとフーヴァーは以前強く支持したアメリカ・フレンド奉仕委員会への支援を保留した。

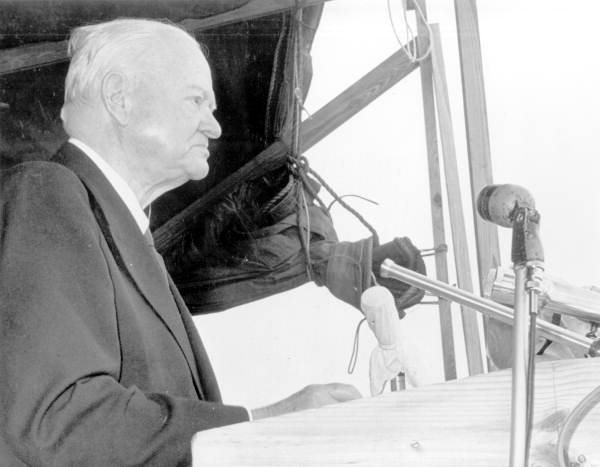
演説するフーヴァー（1961年）

1947年にトルーマンは行政部再編成委員会の委員にフーヴァーを任命し、議長に選出された。この委員会は後にフーヴァー委員会として知られるようになった。1953年には第34代大統領ドワイト・D・アイゼンハワーが同様の委員会の議長に任命した。2つの委員会は多くの非効率で不要な物を削減した。
著書『裏切られた自由』の中で、太平洋戦争は、フランクリン・ルーズベルトが参戦を希求して日本を挑発し続けたことによって生じたものであり、開戦を回避することが可能だったと主張していた。

### 死去
フーヴァーは大統領退任から31年7か月後の1964年10月20日の午前11時35分に、ニューヨークにて90歳で死去した。なお、彼は妻よりも20年長く生きた。その時点で、歴代大統領中で退任後最も長生きし、（退任後の諸活動により）没するまでに自らのパブリック・イメージを改善することができた。フーヴァーは妻と共にアイオワ州ウェスト・ブランチのハーバート・フーヴァー大統領図書館に埋葬された。フーヴァーの葬儀は「国葬」として行われ、前年のジョン・F・ケネディ、同年のダグラス・マッカーサーに続き行われた。

## 能力、評価
大恐慌のときに有効な手を打てなかったので、大統領としての評価は低い。だが、自身が大統領になる前にウィルソン、ハーディング、クーリッジの下で閣僚として働き、第二次世界大戦後はトルーマン、アイゼンハワーの下で働いた。また1962年のキューバ危機では、当時生存していた3人の元大統領の1人としてケネディ大統領の状況説明会に参加している。ルーズベルト政権には参加こそしなかったが、ルーズベルトもフーヴァーが大統領になる前、「彼の下なら喜んで働きたい」と発言したほどである。こうして見ると、歴代大統領はそろってフーヴァーを高く評価していたことがわかる。彼は技師、経営者として非常に優秀であった。もし大統領時代に大恐慌に直面していなかったら（あるいは有効な手を打てていたら）、大統領として高い評価を得ていた可能性も皆無ではない。一般的に世界恐慌の時に何もしなかった大統領のイメージがあるが、それは間違いで、鉄道公社の救済や失業者に無償で資金を出すなど様々な対策を行っていた。
第39代大統領ジミー・カーターの著書によると、フーヴァーはフライフィッシングを趣味にしていたとのことである。
フーヴァーはコロンビア大学から、トーマス・エジソンと並んで「アメリカ史上2人の偉大な技術者」として表彰されている。

## 著作
- 『裏切られた自由 フーバー大統領が語る第二次世界大戦の隠された歴史とその後遺症』
  - ジョージ・H・ナッシュ（英語版） 編、渡辺惣樹 訳（草思社（上・下）、2017年7月 - 11月）

### 解説書
- 渡辺惣樹『誰が第二次世界大戦を起こしたのか フーバー大統領『裏切られた自由』を読み解く』（草思社、2017年7月／草思社文庫、2020年12月）
- 藤井厳喜・稲村公望・茂木弘道『日米戦争を起こしたのは誰か ルーズベルトの罪状・フーバー大統領回顧録を論ず』（勉誠出版、2016年1月）、序文：加瀬英明
  - 『フーバー大統領が明かす日米戦争の真実』（同：新書改訂版、2019年2月）

## 研究評伝
- 井口治夫『誤解された大統領 フーヴァーと総合安全保障構想』名古屋大学出版会、2018年

## 受賞歴
- 1919年 - ワシントン賞
- 1920年 - 米国科学アカデミーより公共福祉メダル
- 1929年 - ジョン・フリッツ・メダル